# Roland Wagner (brasseur)
Pour les articles homonymes, voir Roland Wagner (homonymie) et Wagner.
Roland Wagner, né le 31 octobre 1925 à Strasbourg et mort le 29 novembre 1997 à Molsheim, était un industriel français, héritier et dernier président directeur général de la Brasserie Mutzig avant son absorption par le groupe Heineken.
En première ligne des changements profonds qui ont bouleversé l'industrie brassicole en Alsace à partir des années 1960, Roland Wagner fut très impliqué dans les instances industrielles et commerciales alsaciennes et européennes. Ainsi fut-il successivement entre 1969 et 1991 président de la Chambre patronale des industries du Bas-Rhin, président de la Chambre de commerce et d'industrie de Strasbourg et du Bas-Rhin, président de la Chambre régionale de commerce et d'industrie d'Alsace, président de l'Union des chambres de commerce rhénanes et membre du Comité économique et social européen.
Il occupa également pendant plusieurs années la charge de consul honoraire de Monaco à Strasbourg.

## Biographie

### Enfance et formation
Roland Wagner est né le 31 octobre 1925 à Strasbourg, fils de Jérôme Wagner et de Élisabeth Ramspacher. Il est l'héritier d'une dynastie de brasseurs à l'origine de la fondation de la brasserie Mutzig, fondée au bord de la Bruche à Mutzig par son aïeul Antoine Wagner en 1810.
Dynastie des brasseurs Wagner à Mutzig
| Antoine Wagner 1779-1845 | Antoine Wagner 1779-1845 | Antoine Wagner 1779-1845 | Antoine Wagner 1779-1845 | Antoine Wagner 1779-1845 | Antoine Wagner 1779-1845 |                         |                         |                         |                         |                         |                         | Catherine Brassel 1801-1851 | Catherine Brassel 1801-1851 | Catherine Brassel 1801-1851 | Catherine Brassel 1801-1851 | Catherine Brassel 1801-1851 | Catherine Brassel 1801-1851 |                              |                              |                              |                              |                              |                              |                         |                         |                         |                         |                         |                         |                                |                                |                                |                                |                                |                                |                             |                             |
| Antoine Wagner 1779-1845 | Antoine Wagner 1779-1845 | Antoine Wagner 1779-1845 | Antoine Wagner 1779-1845 | Antoine Wagner 1779-1845 | Antoine Wagner 1779-1845 |                         |                         |                         |                         |                         |                         | Catherine Brassel 1801-1851 | Catherine Brassel 1801-1851 | Catherine Brassel 1801-1851 | Catherine Brassel 1801-1851 | Catherine Brassel 1801-1851 | Catherine Brassel 1801-1851 |                              |                              |                              |                              |                              |                              |                         |                         |                         |                         |                         |                         |                                |                                |                                |                                |                                |                                |                             |                             |
|                          |                          |                          |                          |                          |                          |                         |                         |                         |                         |                         |                         |                             |                             |                             |                             |                             |                             |                              |                              |                              |                              |                              |                              |                         |                         |                         |                         |                         |                         |                                |                                |                                |                                |                                |                                |                             |                             |
|                          |                          |                          |                          |                          |                          | Jérôme Wagner 1821-1889 | Jérôme Wagner 1821-1889 | Jérôme Wagner 1821-1889 | Jérôme Wagner 1821-1889 | Jérôme Wagner 1821-1889 | Jérôme Wagner 1821-1889 |                             |                             |                             |                             |                             |                             | Catherine Ruhlmann 1831-1909 | Catherine Ruhlmann 1831-1909 | Catherine Ruhlmann 1831-1909 | Catherine Ruhlmann 1831-1909 | Catherine Ruhlmann 1831-1909 | Catherine Ruhlmann 1831-1909 |                         |                         |                         |                         |                         |                         |                                |                                |                                |                                |                                |                                |                             |                             |
|                          |                          |                          |                          |                          |                          | Jérôme Wagner 1821-1889 | Jérôme Wagner 1821-1889 | Jérôme Wagner 1821-1889 | Jérôme Wagner 1821-1889 | Jérôme Wagner 1821-1889 | Jérôme Wagner 1821-1889 |                             |                             |                             |                             |                             |                             | Catherine Ruhlmann 1831-1909 | Catherine Ruhlmann 1831-1909 | Catherine Ruhlmann 1831-1909 | Catherine Ruhlmann 1831-1909 | Catherine Ruhlmann 1831-1909 | Catherine Ruhlmann 1831-1909 |                         |                         |                         |                         |                         |                         |                                |                                |                                |                                |                                |                                |                             |                             |
|                          |                          |                          |                          |                          |                          |                         |                         |                         |                         |                         |                         |                             |                             |                             |                             |                             |                             |                              |                              |                              |                              |                              |                              |                         |                         |                         |                         |                         |                         |                                |                                |                                |                                |                                |                                |                             |                             |
|                          |                          |                          |                          |                          |                          |                         |                         |                         |                         |                         |                         | Camille Wagner 1855-1927    | Camille Wagner 1855-1927    | Camille Wagner 1855-1927    | Camille Wagner 1855-1927    | Camille Wagner 1855-1927    | Camille Wagner 1855-1927    |                              |                              |                              |                              |                              |                              | Elise Rohmer 1863-1900  | Elise Rohmer 1863-1900  | Elise Rohmer 1863-1900  | Elise Rohmer 1863-1900  | Elise Rohmer 1863-1900  | Elise Rohmer 1863-1900  |                                |                                |                                |                                |                                |                                |                             |                             |
|                          |                          |                          |                          |                          |                          |                         |                         |                         |                         |                         |                         | Camille Wagner 1855-1927    | Camille Wagner 1855-1927    | Camille Wagner 1855-1927    | Camille Wagner 1855-1927    | Camille Wagner 1855-1927    | Camille Wagner 1855-1927    |                              |                              |                              |                              |                              |                              | Elise Rohmer 1863-1900  | Elise Rohmer 1863-1900  | Elise Rohmer 1863-1900  | Elise Rohmer 1863-1900  | Elise Rohmer 1863-1900  | Elise Rohmer 1863-1900  |                                |                                |                                |                                |                                |                                |                             |                             |
|                          |                          |                          |                          |                          |                          |                         |                         |                         |                         |                         |                         |                             |                             |                             |                             |                             |                             |                              |                              |                              |                              |                              |                              |                         |                         |                         |                         |                         |                         |                                |                                |                                |                                |                                |                                |                             |                             |
|                          |                          |                          |                          |                          |                          |                         |                         |                         |                         |                         |                         |                             |                             |                             |                             |                             |                             | Jérôme Wagner 1891-1975      | Jérôme Wagner 1891-1975      | Jérôme Wagner 1891-1975      | Jérôme Wagner 1891-1975      | Jérôme Wagner 1891-1975      | Jérôme Wagner 1891-1975      |                         |                         |                         |                         |                         |                         | Élisabeth Ramspacher 1898-1981 | Élisabeth Ramspacher 1898-1981 | Élisabeth Ramspacher 1898-1981 | Élisabeth Ramspacher 1898-1981 | Élisabeth Ramspacher 1898-1981 | Élisabeth Ramspacher 1898-1981 |                             |                             |
|                          |                          |                          |                          |                          |                          |                         |                         |                         |                         |                         |                         |                             |                             |                             |                             |                             |                             | Jérôme Wagner 1891-1975      | Jérôme Wagner 1891-1975      | Jérôme Wagner 1891-1975      | Jérôme Wagner 1891-1975      | Jérôme Wagner 1891-1975      | Jérôme Wagner 1891-1975      |                         |                         |                         |                         |                         |                         | Élisabeth Ramspacher 1898-1981 | Élisabeth Ramspacher 1898-1981 | Élisabeth Ramspacher 1898-1981 | Élisabeth Ramspacher 1898-1981 | Élisabeth Ramspacher 1898-1981 | Élisabeth Ramspacher 1898-1981 |                             |                             |
|                          |                          |                          |                          |                          |                          |                         |                         |                         |                         |                         |                         |                             |                             |                             |                             |                             |                             |                              |                              |                              |                              |                              |                              |                         |                         |                         |                         |                         |                         |                                |                                |                                |                                |                                |                                |                             |                             |
|                          |                          |                          |                          |                          |                          |                         |                         |                         |                         |                         |                         |                             |                             |                             |                             |                             |                             |                              |                              |                              |                              |                              |                              | Roland Wagner 1925-1997 | Roland Wagner 1925-1997 | Roland Wagner 1925-1997 | Roland Wagner 1925-1997 | Roland Wagner 1925-1997 | Roland Wagner 1925-1997 |                                |                                | Madeleine Kraemer 1924-2004    | Madeleine Kraemer 1924-2004    | Madeleine Kraemer 1924-2004    | Madeleine Kraemer 1924-2004    | Madeleine Kraemer 1924-2004 | Madeleine Kraemer 1924-2004 |
|                          |                          |                          |                          |                          |                          |                         |                         |                         |                         |                         |                         |                             |                             |                             |                             |                             |                             |                              |                              |                              |                              |                              |                              | Roland Wagner 1925-1997 | Roland Wagner 1925-1997 | Roland Wagner 1925-1997 | Roland Wagner 1925-1997 | Roland Wagner 1925-1997 | Roland Wagner 1925-1997 |                                |                                | Madeleine Kraemer 1924-2004    | Madeleine Kraemer 1924-2004    | Madeleine Kraemer 1924-2004    | Madeleine Kraemer 1924-2004    | Madeleine Kraemer 1924-2004 | Madeleine Kraemer 1924-2004 |

Fils unique, il passe son enfance à Mutzig non loin de la brasserie. Il fréquente le collège d'Obernai puis rejoint l’École de brasserie de Nancy jusqu'à obtenir son diplôme d'étude supérieur de brasserie et malterie à l'Université de Nancy. 

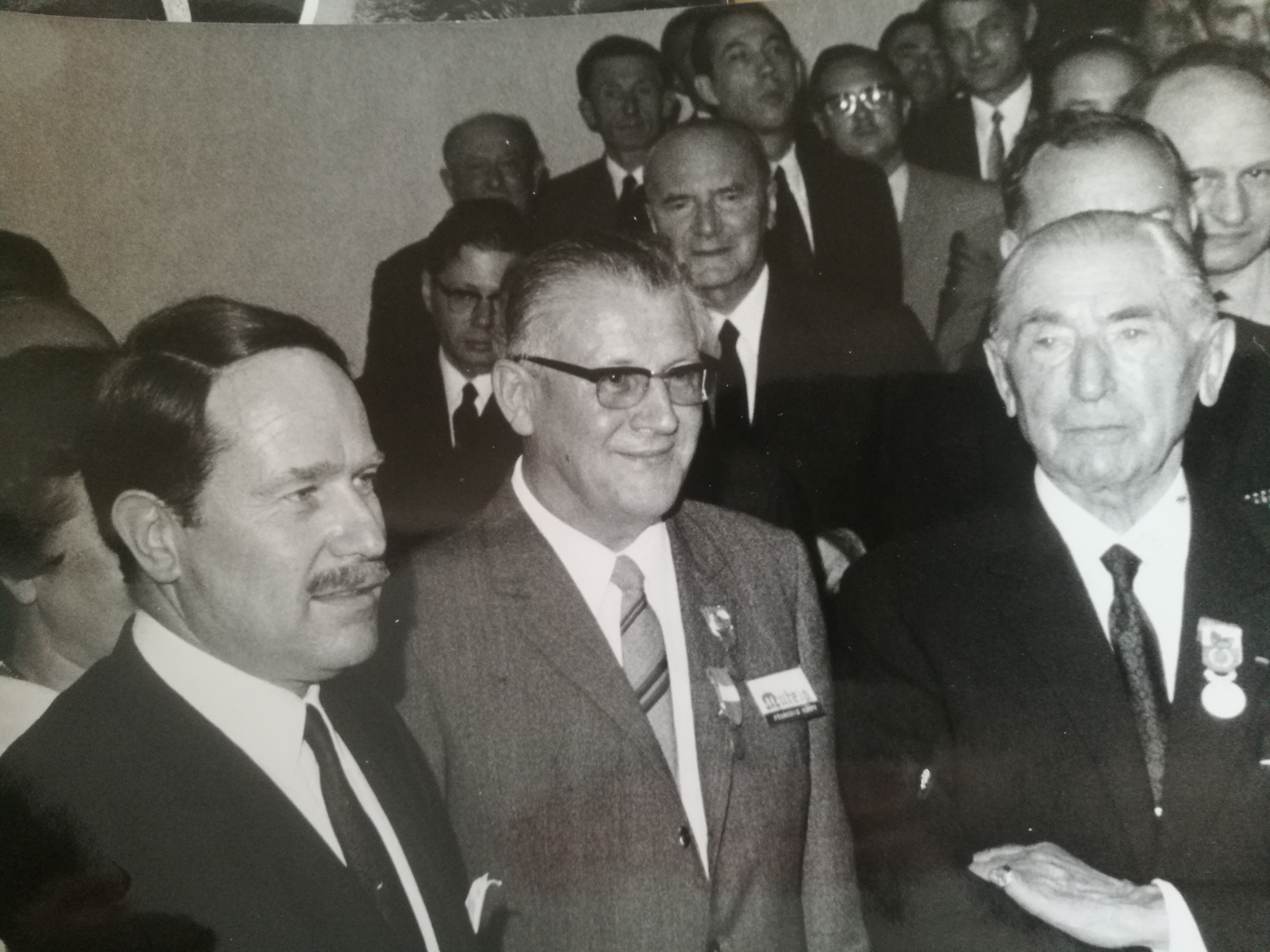
Roland Wagner (à gauche) et son père Jérôme (à droite)

### Vie de famille
Le 24 mai 1949, Roland Wagner se marie avec Madeleine Kraemer (1924-2004), originaire de Bœrsch, avec qui il aura quatre enfants : Marie-France (décédée en 1969 à l'âge de 19 ans), Jérôme, Catherine et Laurence.

La même année il emménage dans la « Villa Wagner », la maison familiale des Wagner située à Mutzig sur les flancs de la colline du Felsbourg. Cette maison, construite en 1918 par son grand-père Camille Wagner et détruite par le feu en 2009, surplombait la Brasserie Mutzig et disposait d'un vaste parc abritant une faune et une flore remarquable. Il y vivra avec sa femme Madeleine jusqu'à sa mort en 1997 à l'âge de 72 ans.

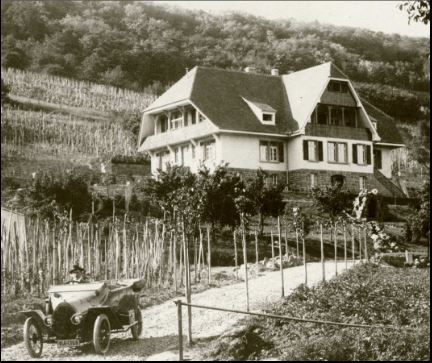
Jérôme Wagner, père de Roland, devant la villa Wagner à Mutzig

### A la tête de la Brasserie de Mutzig

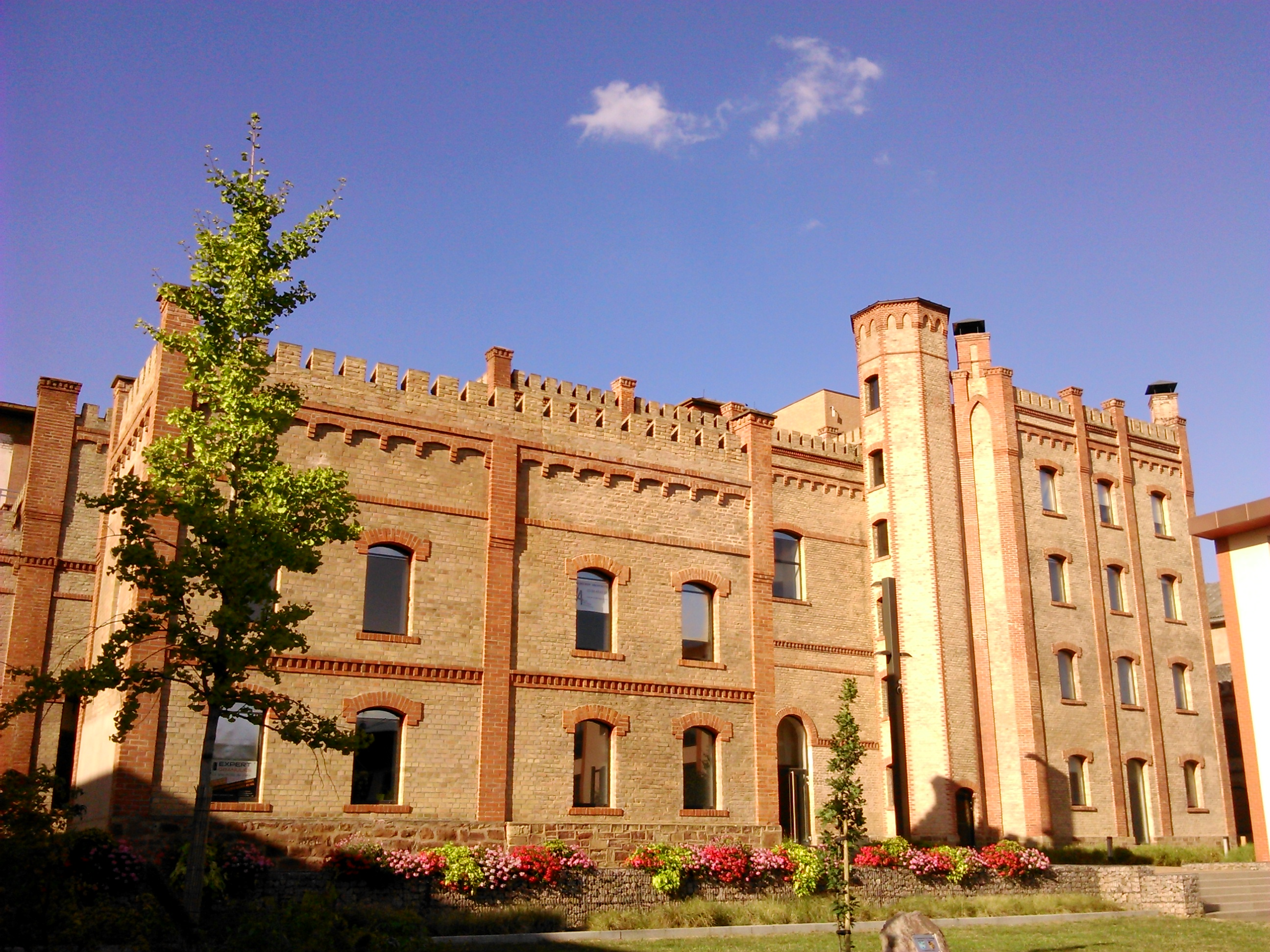
Ancienne brasserie de Mutzig

A la fin de la Seconde Guerre mondiale Roland Wagner travaille à la brasserie Mutzig aux côtés de son père Jérôme. La brasserie Mutzig fut fondée au bord de la Bruche à Mutzig en 1810 par Antoine Wagner, et cinq générations successives de Wagner s'y succédèrent à sa tête. Lorsque Roland Wagner en devient le Président Directeur Général en 1952, la bière Mutzig est la bière artisanale la plus consommée en Alsace. Roland Wagner participe à l'automatisation des chaînes d'embouteillage et la production de bière atteint 340 000 hectolitres par an en 1964
Roland Wagner devient également vice-président du Syndicat des brasseurs d'Alsace dans une période qui verra le paysage brassicole alsacien bouleversé par l'arrivée en France des grands groupes brassicoles mondiaux et la tension que cela générera sur le marché de la bière.
En 1969 la brasserie Mutzig intègre l'Alsacienne de Brasserie (Albra) aux côtés de la Brasserie de l'Espérance, de la Brasserie de la Perle, de la Brasserie de Colmar et de la Brasserie Haag. Roland Wagner, qui en est l'administrateur, le directeur général et membre du directoire, est actionnaire minoritaire du groupe, détenant environ 20% de l'Albra. L'actionnaire majoritaire du groupe est alors René Hatt, dirigeant de la Brasserie de l'Espérance. Dans un contexte de concentration de plus en plus marqué de l'industrie brassicole ce regroupement a pour but de donner du poids aux brasseries alsaciennes face à la menace des grands groupes étrangers. 
Cependant cela n'empêche pas le rachat par le groupe Heineken de la majorité des parts de l'Albra, y compris celles de la Brasserie Mutzig, dès 1972. Roland Wagner participe aux négociations de cette opération avec Alfred « Freddy » Heineken, PDG du groupe Heineken. Il entre au Conseil d'administration de la branche française d'Heineken et en devient directeur des relations extérieurs, mais il ne pourra empêcher l'arrêt définitif de la production de bière à Mutzig en 1989. 

### Une présence forte dans les chambres d'industrie et de commerce régionales et européennes
Fort de son expérience d'industriel alsacien acquise à la tête de la Brasserie Mutzig, Roland Wagner s'implique rapidement et profondément dans les différentes chambres industrielles alsaciennes.
En 1969 il est nommé président de la Chambre patronale des industries du Bas-Rhin où il travaille et se lie d'amitié avec Daniel Hoeffel, alors secrétaire général de la chambre. Malgré l'absorption de la Brasserie Mutzig par Heineken en 1972, Roland Wagner occupe ce poste jusqu'en 1976, soutenu en ce sens par Daniel Hoeffel.
En 1976 Roland Wagner part présider la Chambre de commerce et d'industrie de Strasbourg et du Bas-Rhin. Il conservera cette charge jusqu'en 1991. Il est également président de la Chambre régionale de commerce et d'industrie d'Alsace à trois reprises, en 1977-78, 1983-85 et 1989-91.
En plus de son implication dans la vie industrielle régionale, Roland Wagner est également impliqué dans les instances européennes présentent à Strasbourg. Ainsi est-il est élu au début des années 1980 président de l'Union des chambres de commerce rhénanes, et il est membre du Comité économique et social européen de 1986 à 1990.

### La passion Bugatti
Roland Wagner exerce la fonction de président de la Fondation Bugatti de 1981 à 1997. A ce titre il préfacera notamment le livre Ettore Bugatti, 1881-1947, édité par la Fondation Bugatti et sorti à l'occasion du centenaire de la naissance d'Ettore Bugatti.
Il prolonge ainsi les liens qui unissent les familles Wagner et Bugatti depuis que Camille Wagner, grand-père de Roland, conseilla Ettore Bugatti dans le choix du site de Hardtmuhle pour l'installation de l'Usine Bugatti de Molsheim. Ainsi Roland Wagner porte le même nom que le fils d'Ettore né trois ans avant lui, et la famille Wagner fut propriétaire de plusieurs véhicules Bugatti. Jérôme Wagner, le père de Roland, posséda notamment deux modèles de Bugatti Type 57 (une Ventoux Type 57 119 et une Labourdette Vutotal Type 57 399), tandis que Roland Wagner posséda notamment une Bugatti Type 57 Galibier 1934 (immatriculation 928 NV 67).

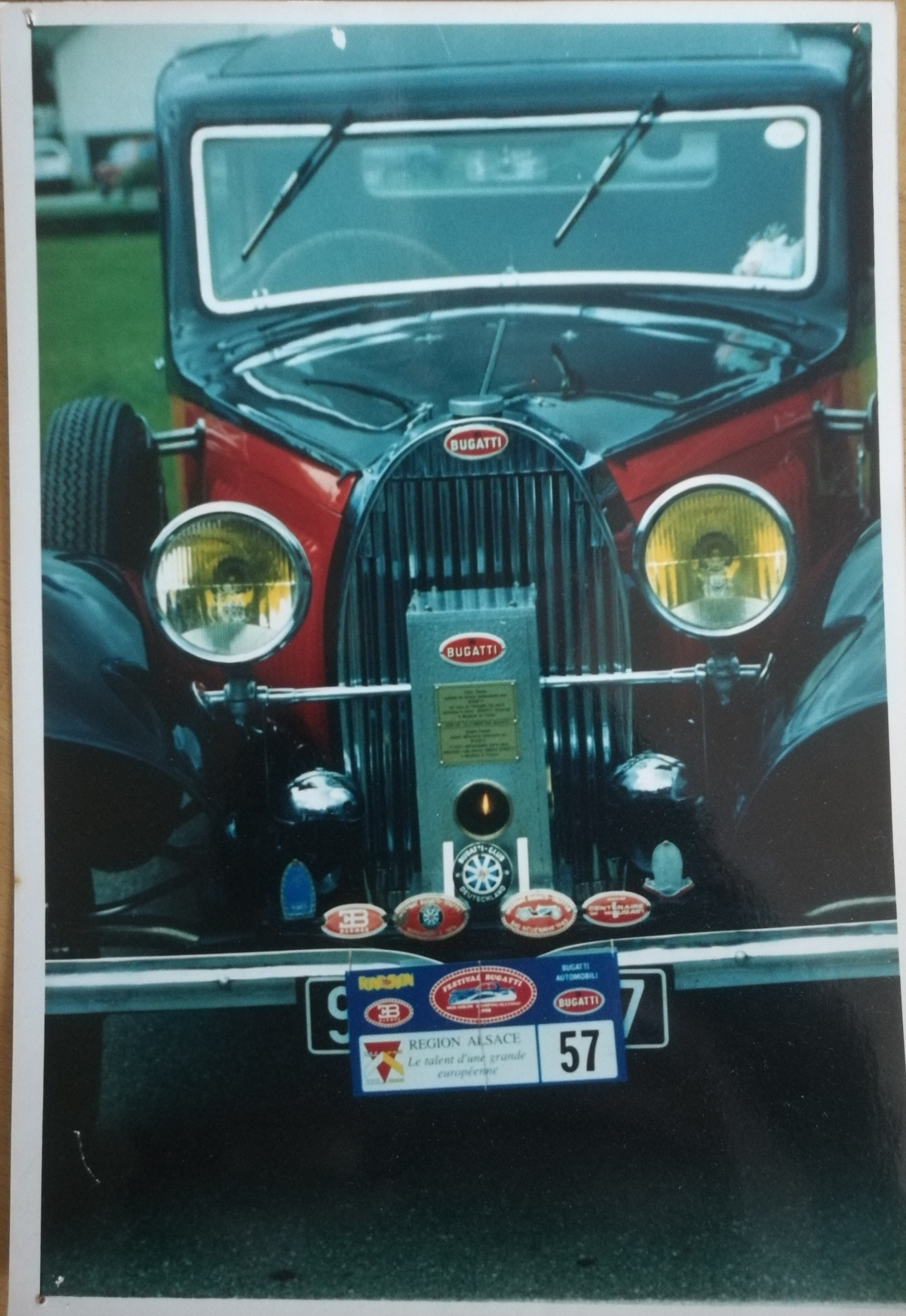
Bugatti Type 57 Galibier ayant appartenu à Roland Wagner

Roland Wagner gardera tout au long de sa vie une grande passion pour les voitures Bugatti: il participera à de nombreux rallyes et manifestations au volant de ses propres voitures. En 1981 il participe à l'organisation et prend le départ (au volant d'une Type 57 Galibier) du Centenaire Ettore Bugatti organisé par la Fondation Bugatti à Molsheim. En 1987 il participe à l'organisation du Grand Rallye International Bugatti de Munster.

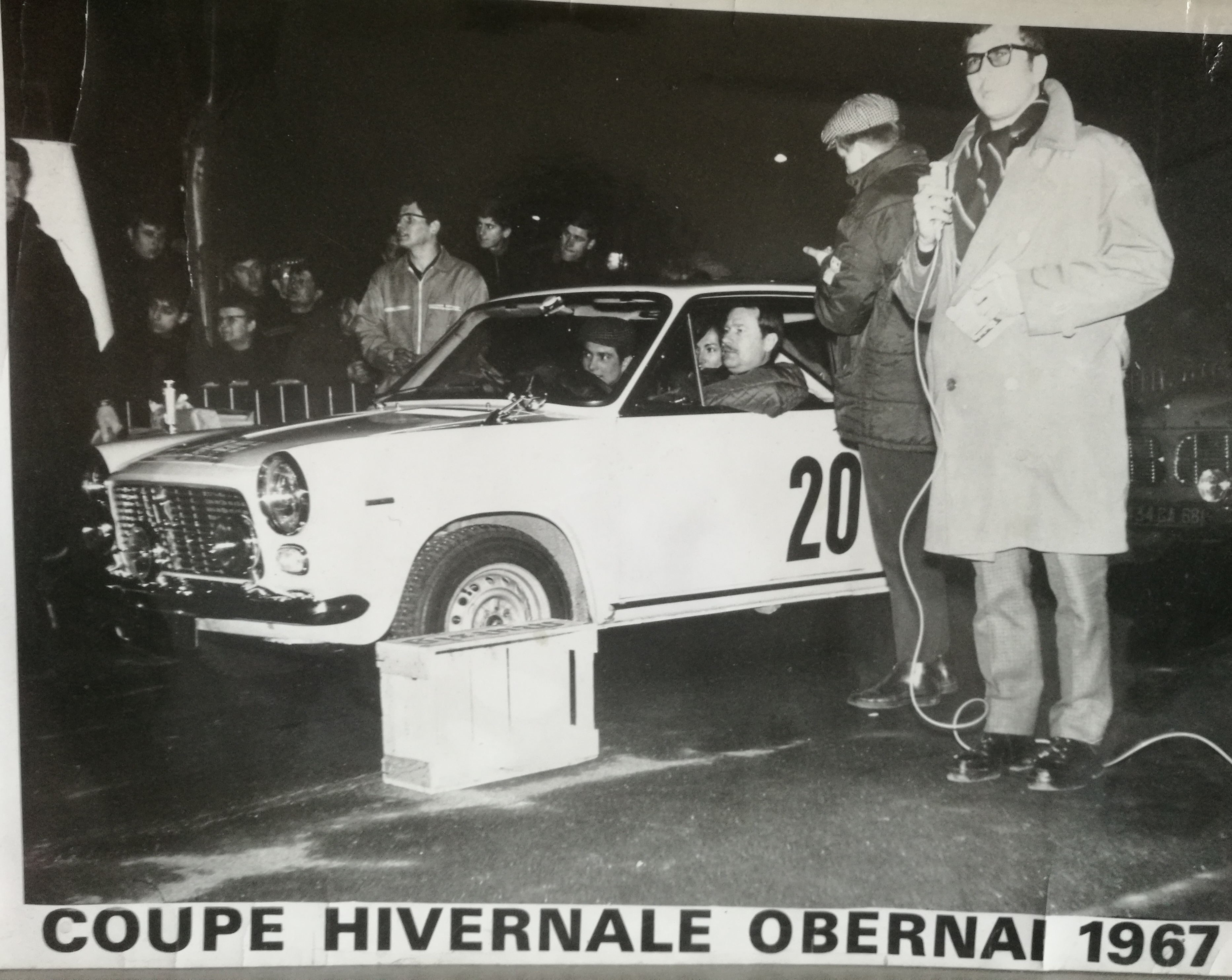
Roland Wagner au départ de la Coupe Hivernale d'Obernai 1967

### Consulat de Monaco
Le 18 décembre 1982 Roland Wagner est nommé Consul honoraire de Monaco à Strasbourg par SAS Rainier III. Il reçoit le grade d'Officier de l'Ordre de Grimaldi le 18 novembre 1992.
Son fils Jérôme Wagner lui succédera dans la charge de Consul honoraire de Monaco le 29 février 2000.

Armoiries de Monaco

## Décorations
- Officier de la Légion d'honneur[17]
- Commandeur de l'ordre national du Mérite[18]
- Officier de l'Ordre de Grimaldi[15]
- Commandeur d'Or de l'Ordre du Mérite autrichien[19]